# سان كارلوس ديل فالي (سيوداد ريال)
بلدية سان كارلوس ديل فالي (بالإسبانية: San Carlos del Valle)‏، هي إحدى بلديات مقاطعة سيوداد ريال إحدى مقاطعات إسبانيا، والتي تقع في منطقة قشتالة لا منتشا وسط إسبانيا.
يبلغ عدد سكانها 1.213 نسمة وفقاً لإحصائية سنة (2007).

## أعلام
- مانولو كاسيريس